# Свид-Мобиль
«Свид-Мобиль» — российская компания, первый официальный дилер Volvo в Санкт-Петербурге. Компания предоставляет услуги по продаже и обслуживанию автомобилей Volvo.
Имеет собственный музей ретро-автомобилей.

## История
История компании начинается с 1991 года, когда открылась станция технического обслуживания по ремонту автомобилей.
В 1994 году Volvo Car Russiа предоставила компании статус официального дилера Volvo в Санкт-Петербурге, который может осуществлять сервисное обслуживание и ремонт.
С 1996 года «Свид-Мобиль» занимается также продажами автомобилей.
В середине 2006 года «Свид-Мобиль» открыла второй дилерский центр Volvo на Приморском проспекте. Проект нового четырёхэтажного салона подготовлен Архитектурной мастерской Юрия Митюрёва — заслуженного архитектора России и будущего главного архитектора Санкт-Петербурга.
В ноябре 2010 года «Свид-Мобиль» стал эксклюзивным дистрибьютором немецкого тюнингового ателье Heico Sportiv в России.
3 сентября 2012 года на проспекте Маршала Жукова компания открыла третий дилерский центр Volvo.

## Награды
- В 2010 году генеральный директор «Свид-Мобиль» Даниил Плитман стал обладателем диплома премии Castrol Professional Leadership Award в категории «Профессиональный лидер».[13]
- 4 года подряд "Свид-Мобиль" признается лучшим дилером Volvo в Петербурге по оценке Volvo Car Russia.[14][15]